# Nacer Bouhanni
Nacer Bouhanni (Épinal, Vosgos, 25 de julio de 1990) es un ciclista francés.
Debutó como profesional en 2010 en el equipo FDJ. Se destaca como esprínter logrando destacadas victorias y era una de las promesas del ciclismo francés. Desde 2020 hasta su retirada en 2023 corrió con el equipo Arkéa Samsic.
Su hermano, Rayane Bouhanni, fue también ciclista profesional.

## Trayectoria

### Inicios
Debutó en el año 2010, y ya demostró maneras como esprínter al ganar su primera victoria como profesional en el Tour de Gironde. En 2011 consiguió de nuevo una única victoria a lo largo de la temporada al ganar una etapa de la Tropicale Amissa Bongo.
Su explosión definitiva llegó en 2012. Venció una etapa de la Estrella de Bessèges y ganó su primera carrera en el Circuito de Lorena, además de conseguir una etapa. También ganó la clásica de la Halle-Ingooigem. Pero su mejor momento llegó en junio antes del Tour de Francia, cuando ganó el Campeonato de Francia en Ruta al imponerse a grandes ciclistas como Sylvain Chavanel y Thomas Voeckler. Su gran año terminó con las victorias de etapa en el Tour de Valonia y Tour de Eurométropole, respectivamente.

### 2013
En 2013 volvió a conseguir grandes resultados, ya que consiguió ganar sus primeras etapas en carreras a una semana como consiguió en el Tour de Omán y en la París-Niza. Luego consiguió llevarse la clásica de Val d'Ille U Classic 35. En verano se llevó tres etapas del Tour de Poitou-Charentes, antes de correr su primer Tour de Francia en el que no consiguió ninguna victoria de etapa, pero en el que se dio a conocer tras meterse varias veces en el Top 5. Cerró el año ganando el Tour de Vendée y venciendo en dos etapas del Tour de Pekín.

### 2014
En 2014 la relación de Bouhanni con su compañero y también esprínter Arnaud Démare, así como con el mánager Marc Madiot comenzó a empeorar. La decisión de Madiot de no incluirlo a en la Milán-San Remo, provocó malestar en el francés. De todas formas esa temporada logró sus mejores resultados como profesional. Comenzó ganando etapas en la Estrella de Bessèges, la París-Niza, el Critérium Internacional o el Circuito de la Sarthe. Ganaría de nuevo una clásica, esta vez el Gran Premio de Denain. 
En mayo formó parte del equipo en su primer Giro de Italia logrando una destacada actuación. Logró tres victorias de etapa (las acabadas en Bari, Foligno y Salsomaggiore Terme), además de adjudicarse la general por puntos, la maglia roja. Durante el Giro el propio Démare reconoció las diferencias con Bouhanni declarando que no podían cohabitar los dos en el mismo equipo.
La relación entre Bouhanni y el equipo prácticamente ya se dio por terminada cuando Madiot se decantó por llevar solo a Démare al Tour de Francia. Para tensar más la relación, Bouhanni fue segundo en el Campeonato de Francia en Ruta por detrás de propio Arnaud Démare.
El 1 de agosto, fue confirmado que Bouhanni dejaba la FDJ en la temporada 2015 y que había fichado por el Cofidis por 2 años.
Luego ganaría una etapa del Eneco Tour, previo a correr la Vuelta a España donde se adjudicó dos etapas (San Fernando y Albacete, esta última no sin polémica al sacar el brazo para cortar la progresión de Michael Matthews). Abandonó la Vuelta en la 14.ª de forma programada para llegar más fresco al mundial de Ponferrada. Pocos días después, declaraciones de Bouhanni a L'Equipe Magazine donde culpaba a Madiot de lo sucedido con las malas relaciones en el equipo, enfurecieron al mánager que decidió sancionarlo y no dejarlo correr lo que quedaba de temporada.

### 2015
Ya incorporado al Cofidis, Bouhanni comienza la nueva temporada como un tiro, ganando en dos etapas del Circuito de La Sarthe y venciendo en el Gran Premio de Denain.
Su preparación para el Tour de Francia, tuvo lugar en el Critérium del Dauphiné, donde se impuso en dos etapas, y donde dio muestras de que realmente llegaba bien a Tour, para poder luchar de tú a tú con los Greipel, Cavendish, etc. Sin embargo, el Tour fue un lastre para él, ya que debido a una caída en los primeros días de competición, no se sentó nunca a gusto, hasta su abandono en la segunda semana.
Su objetivo ahora, se centró en la Vuelta a España. Y para llegar bien de forma tras su caída en el Tour, conquistó una clásica: el Circuito de Guecho y venció en dos etapas del Tour de l'Ain. Sin embargo, en la Vuelta también se vio afectado por las caídas, además de que el recorrido no le favorecía en exceso, por lo que también se vio obligado a abandonar.
Lo mejor fue su final de campaña, ya que ganó el Gran Premio de Isbergues, el Premio Nacional de Clausura y la Copa de Francia. Todos estos resultados le valieron para proclamarse vencedor del UCI Europe Tour. No obstante, aunque consiguió muchas victorias, no logró ganar en sus dos grandes objetivos del año: Tour y Vuelta.

### 2016
Su temporada se enfocó en conseguir su primera victoria de etapa en un Tour de Francia.
Bouhanni inició aún mejor su temporada que la anterior, consiguiendo victorias en Andalucía, París-Niza y Volta a Cataluña (2). Además se impuso en la general del Tour de Picardie, además de vencer en dos etapas.
De nuevo acudió al Critérium del Dauphiné como preparación para el Tour, y consigue una etapa. No obstante, se perdió el Tour, después de tener una pelea días antes, con unos integrantes del hotel donde se encontraba su equipo. Bouhanni les acusó de tener la música demasiado fuerte, y estos se enzarzaron, perdiendo Nacer varios dientes en el altercado, además de romperse la mano.[cita requerida] Tras este incidente venció dos etapas en el Tour de Poitou-Charentes.
No fue seleccionado a la Vuelta, puesto que el recorrido era bastante montañoso.[cita requerida]

## Palmarés
| 2010 - 1 etapa del Tour de Gironde 2011 - 1 etapa del Tropicale Amissa Bongo 2012 - 1 etapa de la Estrella de Bessèges - Circuito de Lorena, más 1 etapa - Halle-Ingooigem - Campeonato de Francia en Ruta - 1 etapa del Tour de Valonia - 1 etapa del Tour de Eurométropole 2013 - 1 etapa Tour de Omán - 1 etapa de la París-Niza - Val d'Ille U Classic 35 - 1 etapa del Circuito de La Sarthe - 3 etapas del Tour de Poitou-Charentes - Gran Premio de Fourmies - Tour de Vendée - 2 etapas del Tour de Pekín 2014 - 1 etapa de la Estrella de Bessèges - 1 etapa de la París-Niza - 1 etapa del Critérium Internacional - 1 etapa del Circuito de la Sarthe - Gran Premio de Denain - 3 etapas del Giro de Italia, más clasificación por puntos - 2.º en el Campeonato de Francia en Ruta - 1 etapa del Eneco Tour - 2 etapas de la Vuelta a España 2015 - 2 etapas del Circuito de La Sarthe - Gran Premio de Denain - 2 etapas del Critérium del Dauphiné - Halle-Ingooigem - Circuito de Guecho - 2 etapas del Tour de l'Ain - Gran Premio de Isbergues - Premio Nacional de Clausura - Copa de Francia - UCI Europe Tour | 2016 - 1 etapa de la Vuelta a Andalucía - 1 etapa de la París-Niza - 2 etapas de la Volta a Cataluña - Tour de Picardie, más 2 etapas - 1 etapa del Critérium del Dauphiné - 2 etapas del Tour de Poitou-Charentes - Tour de Vendée 2017 - Nokere Koerse - 1 etapa de la Volta a Cataluña - París-Camembert - 1 etapa del Tour de Yorkshire - 2.º en el Campeonato de Francia en Ruta - 1 etapa del Tour de l'Ain - 1 etapa del Tour de Poitou-Charentes - Gran Premio de Fourmies - UCI Europe Tour 2018 - 1 etapa de los Cuatro Días de Dunkerque - Gran Premio Marcel Kint - 2 etapas de la Boucles de la Mayenne - 1 etapa de la Ruta de Occitania - 1 etapa de la Vuelta a España 2020 - 1 etapa del Tour de Arabia Saudita - 1 etapa del Tour La Provence - Gran Premio de Isbergues - París-Chauny - Copa de Francia 2022 - La Roue Tourangelle |

## Resultados en Grandes Vueltas y Campeonatos del Mundo
Durante su carrera deportiva consiguió los siguientes puestos en las Grandes Vueltas:
| Carrera         | Carrera         | 2010 | 2011 | 2012 | 2013 | 2014  | 2015 | 2016 | 2017  | 2018 | 2019 | 2020 | 2021 | 2022 | 2023 |
| --------------- | --------------- | ---- | ---- | ---- | ---- | ----- | ---- | ---- | ----- | ---- | ---- | ---- | ---- | ---- | ---- |
|                 | Giro de Italia  | —    | —    | —    | Ab.  | 140.º | —    | —    | —     | —    | —    | —    | —    | —    | —    |
|                 | Tour de Francia | —    | —    | —    | Ab.  | —     | Ab.  | —    | 138.º | —    | —    | —    | Ab.  | —    | —    |
|                 | Vuelta a España | —    | —    | Ab.  | —    | Ab.   | Ab.  | —    | —     | Ab.  | —    | —    | —    | —    | —    |
| Mundial en Ruta | Mundial en Ruta | —    | —    | —    | —    | 10.º  | 21.º | 32.º | —     | —    | —    | —    | —    | —    | —    |

—: no participa

Ab.: abandono

## Equipos
- FDJ (2010-2014)
  - FDJ (2010-2011)
  - FDJ-Big Mat (2012)
  - FDJ (2013)
  - FDJ.fr (2014)
- Cofidis, Solutions Crédits (2015-2019)
- Arkéa Samsic[11] (2020-2023)